# Linyphia hospita
Linyphia hospita är en spindelart som först beskrevs av Eugen von Keyserling 1886.  Linyphia hospita ingår i släktet Linyphia och familjen täckvävarspindlar.
Artens utbredningsområde är Colombia. Inga underarter finns listade i Catalogue of Life.